# Trochanteria gomezi
Trochanteria gomezi är en spindelart som beskrevs av Canals 1933. Trochanteria gomezi ingår i släktet Trochanteria och familjen Trochanteriidae. Inga underarter finns listade i Catalogue of Life.